# Кашина Фопа (Комо)
Кашина Фопа је насеље у Италији у округу Комо, региону Ломбардија.
Према процени из 2011. у насељу је живело 87 становника. Насеље се налази на надморској висини од 336 м.